# Züünharaa
Züünharaa (en mongol : Зүүнхараа) est une ville de plus de 19 000 habitants située dans la province de Selenge en Mongolie.
Depuis 1943, on y trouve une usine de boissons alcoolisées et de spiritueux, dont la capacité de production s'élève de nos jours à 15 tonnes de vodka en 24 heures.